# Zona Sur (LMB)
La Zona Sur es una de las 2 divisiones de equipos que forman parte de la Liga Mexicana de Béisbol. Actualmente es integrada por 10 equipos, cuyas sedes se encuentran geográficamente más hacia la parte sur del país de entre los 20 equipos que forman parte de la liga.

## Historia
Fue creada, junto con la Zona Norte, para la temporada de 1937, para que la LMB nombrara al campeón mediante una serie final. Este sistema se abandonó en la siguiente temporada, pero se retomó nuevamente para la campaña de 1970, y a partir de 1973 se realiza una postemporada, desde entonces se ha mantenido ininterrumpidamente. En cada zona un equipo resultaría campeón de esta y se enfrentaría al campeón de la otra zona en una serie final, de la que saldría el campeón absoluto de la liga.

## Equipos2024
| Zona Sur                   |           |                      |                             |                                |           |
| Equipo                     | Fundación | Mánager              | Ciudad                      | Estadio                        | Capacidad |
| Bravos de León             | 1978      | Matías Carrillo      | León, Guanajuato            | Domingo Santana                | 6,500     |
| Conspiradores de Querétaro | 2022      | José Offerman        | Huimilpan, Querétaro        | Finsus Conspiradores           | 6,800     |
| Diablos Rojos del México   | 1940      | Lorenzo Bundy        | Iztacalco, Ciudad de México | Alfredo Harp Helú              | 20,062    |
| El Águila de Veracruz      | 1903      | Nestor Rojas         | Boca del Río, Veracruz      | Universitario "Beto Ávila"     | 7,319     |
| Guerreros de Oaxaca        | 1996      | Luis Carlos Rivera   | Oaxaca, Oaxaca              | Eduardo Vasconcelos            | 7,200     |
| Leones de Yucatán          | 1954      | Roberto Vizcarra     | Kanasín, Yucatán            | Estadio Víctor Cervera Pacheco | 5,104     |
| Olmecas de Tabasco         | 1975      | Pedro Meré           | Villahermosa, Tabasco       | Centenario 27 de Febrero       | 6,600     |
| Pericos de Puebla          | 1938      | Sergio Omar Gastélum | Puebla, Puebla              | Hermanos Serdán                | 9,200     |
| Piratas de Campeche        | 1980      | Adàn Muño            | Campeche, Campeche          | Nelson Barrera Romellón        | 4,190     |
| Tigres de Quintana Roo     | 1955      | C.J. Retherford      | Cancún, Quintana Roo        | Sherwin-Williams Beto Ávila    | 10,285    |

## Campeones divisionales
La siguiente tabla muestra los campeones que ha tenido la Zona Sur mediante el sistema de los Play-offs.
| 1937                                           | Rojos del Águila de Veracruz                                                                                          | 1º | 20-4 | Campeón |
| 1970                                           | Rojos del Águila de Veracruz                                                                                          | 1° | 87-63 | Campeón |
| 1971                                           | Charros de Jalisco | 1º | 82-65 | Campeón |
| 1972                                           | Cafeteros de Córdoba                                                                                                  | 1º | 72-61 | Campeón |
| Campeones mediante el sistema de los Play-offs | | | | |
| 1973                                           | Diablos Rojos del México                                                                                              | 1° (DE) | 79-55 | Campeón |
| 1974                                           | Diablos Rojos del México                                                                                              | 1° (DE) | 75-61 | Campeón |
| 1975                                           | Cafeteros de Córdoba                                                                                                  | 1º (DE) | 87-47 | Subcampeón |
| 1976                                           | Diablos Rojos del México                                                                                              | 2° (DE) | 75-63 | Campeón |
| 1977                                           | Diablos Rojos del México                                                                                              | 1° (DE) | 94-57 | Subcampeón |
| 1978                                           | Rieleros de Aguascalientes                                                                                            | 1° (DO) | 89-62 | Campeón |
| 1979                                           | Ángeles de Puebla | 1º (DO) | 86-51 | Campeón |
| 1980                                           | Temporada cancelada por huelga de jugadores                                                                           | Temporada cancelada por huelga de jugadores                                                                           | Temporada cancelada por huelga de jugadores                                                                           | Temporada cancelada por huelga de jugadores                                                                           |
| 1981                                           | Diablos Rojos del México                                                                                              | 1º (DE) | 75-47 | Campeón |
| 1982                                           | Tigres Capitalinos | 2° (DO) | 65-63 | Subcampeón |
| 1983                                           | Piratas de Campeche                                                                                                   | 2º | 70-44 | Campeón |
| 1984                                           | Leones de Yucatán | 4º | 65-51 | Campeón |
| 1985                                           | Diablos Rojos del México                                                                                              | 1º | 80-52 | Campeón |
| 1986                                           | Ángeles Negros de Puebla                                                                                              | 1º | 88-41 | Campeón |
| 1987                                           | Diablos Rojos del México                                                                                              | 1º | 75-49 | Campeón |
| 1988                                           | Diablos Rojos del México                                                                                              | 1º | 82-45 | Campeón |
| 1989                                           | Leones de Yucatán | 3º | 69-59 | Subcampeón |
| 1990                                           | Bravos de León | 3º | 74-57 | Campeón |
| 1991                                           | Diablos Rojos del México                                                                                              | 1º | 74-44 | Subcampeón |
| 1992                                           | Tigres Capitalinos | 1º | 76-52 | Campeón |
| 1993                                           | Olmecas de Tabasco | 3º | 66-59 | Campeón |
| 1994                                           | Diablos Rojos del México                                                                                              | 1º | 82-45 | Campeón |
| 1995                                           | Diablos Rojos del México                                                                                              | 1º | 80-33 | Subcampeón |
| 1996                                           | Además de las zonas sur y norte, hubo la zona centro, por lo que no era obligatorio sacar a un campeón por cada zona. | Además de las zonas sur y norte, hubo la zona centro, por lo que no era obligatorio sacar a un campeón por cada zona. | Además de las zonas sur y norte, hubo la zona centro, por lo que no era obligatorio sacar a un campeón por cada zona. | Además de las zonas sur y norte, hubo la zona centro, por lo que no era obligatorio sacar a un campeón por cada zona. |
| 1997                                           | Además de las zonas sur y norte, hubo la zona centro, por lo que no era obligatorio sacar a un campeón por cada zona. | Además de las zonas sur y norte, hubo la zona centro, por lo que no era obligatorio sacar a un campeón por cada zona. | Además de las zonas sur y norte, hubo la zona centro, por lo que no era obligatorio sacar a un campeón por cada zona. | Además de las zonas sur y norte, hubo la zona centro, por lo que no era obligatorio sacar a un campeón por cada zona. |
| 1998                                           | Además de las zonas sur y norte, hubo la zona centro, por lo que no era obligatorio sacar a un campeón por cada zona. | Además de las zonas sur y norte, hubo la zona centro, por lo que no era obligatorio sacar a un campeón por cada zona. | Además de las zonas sur y norte, hubo la zona centro, por lo que no era obligatorio sacar a un campeón por cada zona. | Además de las zonas sur y norte, hubo la zona centro, por lo que no era obligatorio sacar a un campeón por cada zona. |
| 1999                                           | Además de las zonas sur y norte, hubo la zona centro, por lo que no era obligatorio sacar a un campeón por cada zona. | Además de las zonas sur y norte, hubo la zona centro, por lo que no era obligatorio sacar a un campeón por cada zona. | Además de las zonas sur y norte, hubo la zona centro, por lo que no era obligatorio sacar a un campeón por cada zona. | Además de las zonas sur y norte, hubo la zona centro, por lo que no era obligatorio sacar a un campeón por cada zona. |
| 2000                                           | Además de las zonas sur y norte, hubo la zona centro, por lo que no era obligatorio sacar a un campeón por cada zona. | Además de las zonas sur y norte, hubo la zona centro, por lo que no era obligatorio sacar a un campeón por cada zona. | Además de las zonas sur y norte, hubo la zona centro, por lo que no era obligatorio sacar a un campeón por cada zona. | Además de las zonas sur y norte, hubo la zona centro, por lo que no era obligatorio sacar a un campeón por cada zona. |
| 2001                                           | Además de las zonas sur y norte, hubo la zona centro, por lo que no era obligatorio sacar a un campeón por cada zona. | Además de las zonas sur y norte, hubo la zona centro, por lo que no era obligatorio sacar a un campeón por cada zona. | Además de las zonas sur y norte, hubo la zona centro, por lo que no era obligatorio sacar a un campeón por cada zona. | Además de las zonas sur y norte, hubo la zona centro, por lo que no era obligatorio sacar a un campeón por cada zona. |
| 2002                                           | Tigres de la Angelópolis                                                                                              | 3º | 57-49 | Subcampeón |
| 2003                                           | Tigres de la Angelópolis                                                                                              | 1º | 72-35 | Subcampeón |
| 2004                                           | Piratas de Campeche                                                                                                   | 2º | 55-42 | Campeón |
| 2005                                           | Tigres de la Angelópolis                                                                                              | 1º | 66-41 | Campeón |
| 2006                                           | Leones de Yucatán | 4º | 58-51 | Campeón |
| 2007                                           | Leones de Yucatán | 3º | 61-49 | Subcampeón |
| 2008                                           | Diablos Rojos del México                                                                                              | 1º | 66-39 | Campeón |
| 2009                                           | Tigres de Quintana Roo                                                                                                | 1º | 71-36 | Subcampeón |
| 2010                                           | Pericos de Puebla | 1º | 66-39 | Subcampeón |
| 2011                                           | Tigres de Quintana Roo                                                                                                | 1º | 62-43 | Campeón |
| 2012                                           | Rojos del Águila de Veracruz                                                                                          | 2º | 67-44 | Campeón |
| 2013                                           | Tigres de Quintana Roo                                                                                                | 3º | 62-48 | Campeón |
| 2014                                           | Pericos de Puebla | 3º | 61-48 | Subcampeón |
| 2015                                           | Tigres de Quintana Roo                                                                                                | 2º | 64-47 | Campeón |
| 2016                                           | Pericos de Puebla | 2º | 74-38 | Campeón |
| 2017                                           | Pericos de Puebla | 2º | 56-54 | Subcampeón |
| P2018                                          | Leones de Yucatán | 1º | 40-17 | Campeón |
| O2018                                          | Guerreros de Oaxaca                                                                                                   | 5º | 26-30 | Subcampeón |
| 2019                                           | Leones de Yucatán | 3º | 66-52 | Subcampeón |
| 2020                                           | Temporada cancelada por pandemia de COVID-19                                                                          | Temporada cancelada por pandemia de COVID-19                                                                          | Temporada cancelada por pandemia de COVID-19                                                                          | Temporada cancelada por pandemia de COVID-19                                                                          |
| 2021                                           | Leones de Yucatán | 3º | 34-30 | Subcampeón |
| 2022                                           | Leones de Yucatán | 4º | 46-43 | Campeón |
| 2023                                           | Pericos de Puebla | 4º | 46-40 | Campeón |
| 2024                                           | Diablos Rojos del México                                                                                              | 1º | 71-19 | Campeón |

## Temporadas
A continuación se muestran los integrantes de la Zona Sur en cada temporada, así como los clasificados a la postemporada, el líder en temporada regular (en cursiva) y al campeón (en negritas) y su resultado en la serie final:
| 1937. Equipos: - Agricultura de México - Cafeteros de Córdoba - Cerveceros de Nogales - Petroleros de México - Rojos del Águila de Veracruz - Tránsito de México Clasificado: Águila. Resultado: Campeón (3-0). |  | 1970. Equipos: - Charros de Jalisco - Leones de Yucatán - Petroleros de Poza Rica - Rojos del Águila de Veracruz - Tigres Capitalinos Clasificado: Águila. Resultado: Campeón (4-2). |

| 1971. Equipos: - Charros de Jalisco - Diablos Rojos del México - Leones de Yucatán - Petroleros de Poza Rica - Rojos del Águila de Veracruz - Tigres Capitalinos Clasificado: Jalisco. Resultado: Campeón (4-3). |  | 1972. Equipos: - Cafeteros de Córdoba - Diablos Rojos del México - Leones de Yucatán - Pericos de Puebla - Petroleros de Poza Rica - Rojos del Águila de Veracruz - Tigres Capitalinos Clasificado: Córdoba. Resultado: Campeón (4-2). |

| 1973. Equipos: División Este: - Cafeteros de Córdoba - Diablos Rojos del México - Leones de Yucatán - Rojos del Águila de Veracruz División Oeste: - Charros de Jalisco - Pericos de Puebla - Petroleros de Poza Rica - Tigres Capitalinos Clasificados: Águila, Jalisco, México y Poza Rica. Resultado: Campeón (4-3). |  | 1974. Equipos: División Este: - Cafeteros de Córdoba - Diablos Rojos del México - Leones de Yucatán - Rojos del Águila de Veracruz División Oeste: - Charros de Jalisco - Pericos de Puebla - Petroleros de Poza Rica - Tigres Capitalinos Clasificados: Córdoba, Jalisco, México y Puebla. Resultado: Campeón (4-0). |

| 1975. Equipos: División Este: - Cafeteros de Córdoba - Cardenales de Tabasco - Diablos Rojos del México - Petroleros de Poza Rica División Oeste: - Charros de Jalisco - Pericos de Puebla - Rieleros de Aguascalientes - Tigres Capitalinos Clasificados: Córdoba, Jalisco, México y Puebla. Resultado: Subcampeón (1-4). |  | 1976. Equipos: División Este: - Alijadores de Tampico - Cafeteros de Córdoba - Diablos Rojos del México - Petroleros de Poza Rica División Oeste: - Alacranes de Durango - Ángeles de Puebla - Rieleros de Aguascalientes - Tigres Capitalinos Clasificados: Aguascalientes, Córdoba, México y Puebla. Resultado: Campeón (4-2). |

| 1977. Equipos: División Este: - Cafeteros de Córdoba - Diablos Rojos del México - Petroleros de Poza Rica - Plataneros de Tabasco División Oeste: - Alacranes de Durango - Ángeles de Puebla - Rieleros de Aguascalientes - Tigres Capitalinos Clasificados: Córdoba, Durango, México y Puebla. Resultado: Subcampeón (1-4). |  | 1978. Equipos: División Este: - Cafeteros de Córdoba - Diablos Rojos del México - Petroleros de Poza Rica - Plataneros de Tabasco División Oeste: - Alacranes de Durango - Ángeles de Puebla - Rieleros de Aguascalientes - Tigres Capitalinos Clasificados: Aguascalientes, Córdoba, Durango y México. Resultado: Campeón (4-2). |

| 1979. Equipos: División Este: - Azules de Coatzacoalcos - Cafeteros de Córdoba - Diablos Rojos del México - Leones de Yucatán - Plataneros de Tabasco División Oeste: - Alacranes de Durango - Ángeles de Puebla - Rieleros de Aguascalientes - Rojos del Águila de Veracruz - Tigres Capitalinos Clasificados: Aguascalientes, Córdoba, Puebla y Tabasco. Resultado: Campeón (4-3). |  | 1980. Equipos: División Este: - Ángeles de Puebla - Diablos Rojos del México - Leones de Yucatán - Petroleros de Poza Rica - Piratas de Campeche División Oeste: - Azules de Coatzacoalcos - Osos Negros de Toluca - Plataneros de Tabasco - Rojos del Águila de Veracruz - Tigres Capitalinos |

| 1981. Equipos: División Este: - Diablos Rojos del México - Leones de Yucatán - Petroleros de Poza Rica - Piratas de Campeche División Oeste: - Azules de Coatzacoalcos - Plataneros de Tabasco - Rojos del Águila de Veracruz - Tigres Capitalinos Clasificados: Campeche, Coatzacoalcos, México y Tigres. Resultado: Campeón (4-3). |  | 1982. Equipos: División Este: - Diablos Rojos del México - Leones de Yucatán - Petroleros de Poza Rica - Piratas de Campeche División Oeste: - Azules de Coatzacoalcos - Plataneros de Tabasco - Rojos del Águila de Veracruz - Tigres Capitalinos Clasificados: Coatzacoalcos, Poza Rica, Tigres y Yucatán. Resultado: Subcampeón (0-4). |

| 1983. Equipos: - Azules de Coatzacoalcos - Diablos Rojos del México - Leones de Yucatán - Petroleros de Poza Rica - Piratas de Campeche - Plataneros de Tabasco - Rojos del Águila de Veracruz - Tigres Capitalinos Clasificados: Campeche, México, Tigres y Yucatán. Resultado: Campeón (4-3). |  | 1984. Equipos: - Cafeteros de Córdoba - Diablos Rojos del México - Leones de Yucatán - Piratas de Campeche - Plataneros de Tabasco - Rojos del Águila de Veracruz - Tigres Capitalinos - Truchas de Toluca Clasificados: México, Tigres, Toluca y Yucatán. Resultado: Campeón (4-2). |

| 1985. Equipos: - Ángeles Negros de Puebla - Cafeteros de Córdoba - Diablos Rojos del México - Ganaderos de Tabasco - Leones de Yucatán - Piratas de Campeche - Rojos del Águila de Veracruz - Tigres Capitalinos Clasificados: Córdoba, México, Tigres y Yucatán. Resultado: Campeón (4-1). |  | 1986. Equipos: - Ángeles Negros de Puebla - Cafeteros de Córdoba - Diablos Rojos del México - Ganaderos de Tabasco - Leones de Yucatán - Piratas de Campeche - Rojos del Águila de Veracruz - Tigres Capitalinos Clasificados: Campeche, México, Puebla y Tigres. Resultado: Campeón (4-1). |

| 1987. Equipos: - Ángeles Negros de Puebla - Bravos de León - Diablos Rojos del México - Ganaderos de Tabasco - Leones de Yucatán - Piratas de Campeche - Tigres Capitalinos Clasificados: León, México, Puebla y Tigres. Resultado: Campeón (4-1). |  | 1988. Equipos: - Bravos de León - Charros de Jalisco - Diablos Rojos del México - Ganaderos de Tabasco - Leones de Yucatán - Piratas de Campeche - Tigres Capitalinos Clasificados: Jalisco, México, Tigres y Yucatán. Resultado: Campeón (4-1). |

| 1989. Equipos: - Bravos de León - Diablos Rojos del México - Ganaderos de Tabasco - Leones de Yucatán - Piratas de Campeche - Rieleros de Aguascalientes - Tigres Capitalinos Clasificados: Campeche, León, México y Yucatán. Resultado: Subcampeón (2-4). |  | 1990. Equipos: - Bravos de León - Diablos Rojos del México - Leones de Yucatán - Olmecas de Tabasco - Piratas de Campeche - Rieleros de Aguascalientes - Tigres Capitalinos Clasificados: Campeche, León, México y Tigres. Resultado: Campeón (4-1). |

| 1991. Equipos: - Bravos de León - Cafeteros de Córdoba - Diablos Rojos del México - Leones de Yucatán - Olmecas de Tabasco - Piratas de Campeche - Rieleros de Aguascalientes - Tigres Capitalinos Clasificados: Campeche, León, México y Yucatán. Resultado: Subcampeón (3-4). |  | 1992. Equipos: - Cafeteros de Córdoba - Diablos Rojos del México - Leones de Yucatán - Olmecas de Tabasco - Petroleros de Minatitlán - Piratas de Campeche - Rojos del Águila de Veracruz - Tigres Capitalinos Clasificados: México, Minatitlán, Tigres y Yucatán. Resultado: Campeón (4-2). |

| 1993. Equipos: - Diablos Rojos del México - Leones de Yucatán - Olmecas de Tabasco - Pericos de Puebla - Petroleros de Minatitlán - Piratas de Campeche - Rojos del Águila de Veracruz - Tigres Capitalinos Clasificados: México, Tabasco, Tigres y Veracruz. Resultado: Campeón (4-1). |  | 1994. Equipos: - Diablos Rojos del México - Leones de Yucatán - Olmecas de Tabasco - Pericos de Puebla - Petroleros de Minatitlán - Piratas de Campeche - Rojos del Águila de Veracruz - Tigres Capitalinos Clasificados: Campeche, México, Veracruz y Yucatán. Resultado: Campeón (4-3). |

| 1995. Equipos: - Diablos Rojos del México - Leones de Yucatán - Olmecas de Tabasco - Pericos de Puebla - Petroleros de Minatitlán - Piratas de Campeche - Rojos del Águila de Veracruz - Tigres Capitalinos Clasificados: Campeche, México, Tabasco y Tigres. Resultado: Subcampeón (0-4). |  | 1996. Equipos: - Langosteros de Quintana Roo - Leones de Yucatán - Olmecas de Tabasco - Piratas de Campeche - Potros de Minatitlán Clasificados: Campeche y Yucatán. Resultado: Semifinalista (YUC 1-4). |

| 1997. Equipos: - Langosteros de Quintana Roo - Leones de Yucatán - Olmecas de Tabasco - Piratas de Campeche - Potros de Minatitlán Clasificados: Quintana Roo y Tabasco. Resultado: Ambos semifinalistas (QR 2-4 y TAB 1-4). |  | 1998. Equipos: - Langosteros de Cancún - Leones de Yucatán - Mayas de Chetumal - Olmecas de Tabasco - Piratas de Campeche Clasificados: Cancún, Tabasco y Yucatán. Resultado: Los 3 eliminados en el primer play off (2-4, 2-4 y 0-4). |

| 1999. Equipos: - Langosteros de Cancún - Leones de Yucatán - Olmecas de Tabasco - Piratas de Campeche - Rojos del Águila de Veracruz Clasificados: Campeche, Cancún y Tabasco. Resultado: Los 3 eliminados en el primer play off (2-4, 0-4 y 1-4). |  | 2000. Equipos: - Langosteros de Cancún - Leones de Yucatán - Olmecas de Tabasco - Piratas de Campeche - Rojos del Águila de Veracruz Clasificados: Tabasco, Veracruz y Yucatán. Resultado: Semifinalista (YUC 1-4). |

| 2001. Equipos: - Langosteros de Cancún - Leones de Yucatán - Olmecas de Tabasco - Piratas de Campeche - Rojos del Águila de Veracruz Clasificados: Campeche y Yucatán. Resultado: Los 2 eliminados en el primer play off (2-4 y 1-4). |  | 2002. Equipos: - Cafeteros de Córdoba - Guerreros de Oaxaca - Langosteros de Cancún - Leones de Yucatán - Olmecas de Tabasco - Piratas de Campeche - Rojos del Águila de Veracruz - Tigres de la Angelópolis Clasificados: Oaxaca, Tigres, Veracruz y Yucatán. Resultado: Subcampeón (3-4). |

| 2003. Equipos: - Cafeteros de Córdoba - Guerreros de Oaxaca - Langosteros de Cancún - Leones de Yucatán - Olmecas de Tabasco - Piratas de Campeche - Rojos del Águila de Veracruz - Tigres de la Angelópolis Clasificados: Campeche, Oaxaca, Tigres y Yucatán. Resultado: Subcampeón (1-4). |  | 2004. Equipos: - Diablos Rojos del México - Guerreros de Oaxaca - Langosteros de Cancún - Leones de Yucatán - Olmecas de Tabasco - Piratas de Campeche - Rojos del Águila de Veracruz - Tigres de la Angelópolis Clasificados: Campeche, México, Oaxaca y Tigres. Resultado: Campeón (4-1). |

| 2005. Equipos: - Guerreros de Oaxaca - Langosteros de Cancún - Leones de Yucatán - Olmecas de Tabasco - Pericos de Puebla - Piratas de Campeche - Rojos del Águila de Veracruz - Tigres de la Angelópolis Clasificados: Campeche, Oaxaca, Tabasco, Tigres, Veracruz y Yucatán. Resultado: Campeón (4-2). |  | 2006. Equipos: - Diablos Rojos del México - Guerreros de Oaxaca - Leones de Yucatán - Olmecas de Tabasco - Petroleros de Poza Rica/Cafeteros de Córdoba - Piratas de Campeche - Rojos del Águila de Veracruz - Tigres de la Angelópolis Clasificados: México, Oaxaca, Tigres y Yucatán. Resultado: Campeón (4-1). |

| 2007. Equipos: - Diablos Rojos del México - Guerreros de Oaxaca - Leones de Yucatán - Olmecas de Tabasco - Petroleros de Minatitlán - Piratas de Campeche - Rojos del Águila de Veracruz - Tigres de Quintana Roo Clasificados: México, Tabasco, Tigres y Yucatán. Resultado: Subcampeón (3-4). |  | 2008. Equipos: - Diablos Rojos del México - Guerreros de Oaxaca - Leones de Yucatán - Olmecas de Tabasco - Petroleros de Minatitlán - Piratas de Campeche - Rojos del Águila de Veracruz - Tigres de Quintana Roo Clasificados: Campeche, México, Tigres y Yucatán. Resultado: Campeón (4-1). |

| 2009. Equipos: - Guerreros de Oaxaca - Leones de Yucatán - Olmecas de Tabasco - Pericos de Puebla - Petroleros de Minatitlán - Piratas de Campeche - Rojos del Águila de Veracruz - Tigres de Quintana Roo Clasificados: Campeche, Puebla, Tigres y Yucatán. Resultado: Subcampeón (2-4). |  | 2010. Equipos: - Guerreros de Oaxaca - Leones de Yucatán - Olmecas de Tabasco - Pericos de Puebla - Petroleros de Minatitlán - Piratas de Campeche - Rojos del Águila de Veracruz - Tigres de Quintana Roo Clasificados: Oaxaca, Puebla, Tigres y Yucatán. Resultado: Subcampeón (1-4). |

| 2011. Equipos: - Guerreros de Oaxaca - Leones de Yucatán - Olmecas de Tabasco - Petroleros de Minatitlán - Piratas de Campeche - Rojos del Águila de Veracruz - Tigres de Quintana Roo Clasificados: Campeche, Oaxaca, Tigres y Veracruz. Resultado: Campeón (4-0). |  | 2012. Equipos: - Delfines del Carmen - Guerreros de Oaxaca - Leones de Yucatán - Olmecas de Tabasco - Petroleros de Minatitlán - Piratas de Campeche - Rojos del Águila de Veracruz - Tigres de Quintana Roo Clasificados: Oaxaca, Tabasco, Tigres y Veracruz. Resultado: Campeón (4-3). |

| 2013. Equipos: - Delfines del Carmen - Guerreros de Oaxaca - Leones de Yucatán - Olmecas de Tabasco - Petroleros de Minatitlán - Piratas de Campeche - Rojos del Águila de Veracruz - Tigres de Quintana Roo Clasificados: Ciudad del Carmen, Oaxaca, Tabasco, Tigres y Veracruz. Resultado: Campeón (4-1). |  | 2014. Equipos: - Delfines del Carmen - Guerreros de Oaxaca - Leones de Yucatán - Olmecas de Tabasco - Pericos de Puebla - Piratas de Campeche - Rojos del Águila de Veracruz - Tigres de Quintana Roo Clasificados: Campeche, Ciudad del Carmen, Oaxaca, Puebla y Tigres. Resultado: Subcampeón (0-4). |

| 2015. Equipos: - Delfines del Carmen - Guerreros de Oaxaca - Leones de Yucatán - Olmecas de Tabasco - Pericos de Puebla - Piratas de Campeche - Rojos del Águila de Veracruz - Tigres de Quintana Roo Clasificados: Campeche, Oaxaca, Puebla, Tigres y Yucatán. Resultado: Campeón (4-1). |  | 2016. Equipos: - Delfines del Carmen - Guerreros de Oaxaca - Leones de Yucatán - Olmecas de Tabasco - Pericos de Puebla - Piratas de Campeche - Rojos del Águila de Veracruz - Tigres de Quintana Roo Clasificados: Campeche, Puebla, Tigres y Yucatán. Resultado: Campeón (4-2). |

| 2017. Equipos: - Bravos de León - Guerreros de Oaxaca - Leones de Yucatán - Olmecas de Tabasco - Pericos de Puebla - Piratas de Campeche - Rojos del Águila de Veracruz - Tigres de Quintana Roo Clasificados: León, Puebla, Tigres, Veracruz y Yucatán. Resultado: Subcampeón (1-4). |  | P2018. Equipos: - Bravos de León - Diablos Rojos del México - Guerreros de Oaxaca - Leones de Yucatán - Olmecas de Tabasco - Pericos de Puebla - Piratas de Campeche - Tigres de Quintana Roo Clasificados: León, México, Puebla, Tigres y Yucatán. Resultado: Campeón (4-3). |

| O2018. Equipos: - Bravos de León - Diablos Rojos del México - Guerreros de Oaxaca - Leones de Yucatán - Olmecas de Tabasco - Pericos de Puebla - Piratas de Campeche - Tigres de Quintana Roo Clasificados: León, México, Oaxaca, Puebla y Yucatán. Resultado: Subcampeón (2-4). |  | 2019. Equipos: - Bravos de León - Diablos Rojos del México - Guerreros de Oaxaca - Leones de Yucatán - Olmecas de Tabasco - Pericos de Puebla - Piratas de Campeche - Tigres de Quintana Roo Clasificados: México, Oaxaca, Yucatán y Tigres. Resultado: Subcampeón (3-4). |

| 2021. Equipos: - Bravos de León - Diablos Rojos del México - El Águila de Veracruz - Guerreros de Oaxaca - Leones de Yucatán - Olmecas de Tabasco - Pericos de Puebla - Piratas de Campeche - Tigres de Quintana Roo Clasificados: México, Tabasco, Yucatán, Veracruz, Puebla y Tigres. Resultado: Subcampeón (3-4). |  | 2022. Equipos: - Bravos de León - Diablos Rojos del México - El Águila de Veracruz - Guerreros de Oaxaca - Leones de Yucatán - Olmecas de Tabasco - Pericos de Puebla - Piratas de Campeche - Tigres de Quintana Roo Clasificados: México, Tabasco, Puebla, Yucatán, Veracruz y Tigres. Resultado: Campeón (4-3). |

| 2023. Equipos: - Bravos de León - Diablos Rojos del México - El Águila de Veracruz - Guerreros de Oaxaca - Leones de Yucatán - Olmecas de Tabasco - Pericos de Puebla - Piratas de Campeche - Tigres de Quintana Roo Clasificados: México, Tabasco, Veracruz, Puebla, Yucatán y Tigres. Resultado: Campeón (4-2). |

| 2024. Equipos: - Bravos de León - Conspiradores de Querétaro - Diablos Rojos del México - El Águila de Veracruz - Guerreros de Oaxaca - Leones de Yucatán - Olmecas de Tabasco - Pericos de Puebla - Piratas de Campeche - Tigres de Quintana Roo Clasificados: México, Querétaro, Yucatán, Oaxaca, Veracruz y Puebla. Resultado: Campeón (4-0). |

Notas:
- De la temporada de 1996 a la de 2001 existieron además de las zonas sur y norte, la del centro, por lo que no era obligatorio sacar a un campeón por cada zona.